# Steinmauern
Steinmauern es un municipio alemán perteneciente al distrito de  Rastatt en el estado federado de Baden-Wurtemberg. Tiene unos 3.025 habitantes y el territorio municipal comprende 12,40 km².

## Etimología
El topónimo Steinmauern significa literalmente muros de piedra y es probablemente una reminiscencia a un asentamiento romano donde había muros de piedra que eran rarísimos en una región donde abundaba la madera, pero la piedra era muy escasa.

## Reserva natural Bosque de Sauces Blancos y Canal de Oro
El Canal de Oro es un lago artificial. En la actualidad sólo el 10 % del hábitat original del sauce blanco (salix alba) ha permanecido.

## Personalidades
- Karl Julius Späth, poeta, relojero e inventor[3]
- Franz Joseph Rummel, arzobispo de Nueva Orleans[3]